# Zeche Glückauf (Witten)
Unter dem Namen Zeche Glückauf wurden in Witten vier Kleinzechen betrieben. Über diese Zechen ist nur sehr wenig bekannt, es handelt sich dabei um die Zechen Glückauf, Glückauf 1, Glückauf 2 und Glückauf 3.

## Glückauf
Die Zeche Glückauf wurde auch Zeche Glückauf 1 genannt, sie hatte einen Stollen und befand sich in Witten-Vormholz. Besitzer der Kleinzeche, die nur 17 Monate in Betrieb war, war Karl Hellmich. Am 1. Dezember des Jahres 1954 wurde die Stollenzeche in Betrieb genommen. Im darauffolgenden Jahr wurden mit fünf Bergleuten 1177 Tonnen Steinkohle gefördert. Im April des Jahres 1956 wurde die Zeche stillgelegt, der Nachfolgebetrieb war die Zeche Glückauf 3.

## Glückauf 1
Die Zeche Glückauf 1 befand sich in Witten-Kämpen, auf der östlichen Seite des Pleßbaches, Besitzer war Stefan Bartkowiak. Über diese Kleinzeche wird nur sehr wenig berichtet, da sie nur vorübergehend in Betrieb war. Nach 1950 ging die Zeche kurzzeitig in Betrieb, es fehlen aber jegliche Angaben über etwaige Förder- und Belegschaftszahlen.

## Glückauf 2
Die Zeche Glückauf 2 befand sich in Witten-Herbede-West. Besitzer dieser Kleinzeche war Karl Hellmich. Etwa um das Jahr 1955 erfolgte die knappschaftliche Anmeldung. Vermutlich wurde die Zeche nie in Betrieb genommen.

## Glückauf 3
Die Zeche Glückauf 3 befand sich in Witten-Durchholz, sie war der Nachfolgebetrieb der 1956 stillgelegten Zeche Glückauf. Besitzer dieser Stollenzeche war Karl Hellmich. Die Zeche war knapp elf Monate in Betrieb, die Inbetriebnahme erfolgte im Mai des Jahres 1956. In diesem Jahr wurden mit drei Bergleuten 665 Tonnen Steinkohle gefördert. Am 15. April des Jahres 1957 wurde die Zeche Glückauf 3 stillgelegt.